# رافائيل كزافييه
رافائيل كزافييه (بالإنجليزية: Raphael Xavier)‏ هو مصور أمريكي، ولد في 7 ديسمبر 1970 في ويلمنغتون في الولايات المتحدة.

## وصلات خارجية
- رافائيل كزافييه على موقع ميوزك برينز (الإنجليزية)
- رافائيل كزافييه على موقع ديسكوغز (الإنجليزية)